# ألبرت فيتش بيلوز
ألبرت فيتش بيلوز (بالإنجليزية: Albert Fitch Bellows)‏ هو رسام أمريكي، ولد في 20 نوفمبر 1829، وتوفي في 24 نوفمبر 1883.